# اپاتواراشد
اپاتواراشد (به مجاری: Apátvarasd) یک منطقهٔ مسکونی در مجارستان است که در بارانیا واقع شده‌است. اپاتواراشد ۸٫۱۴ کیلومتر مربع مساحت و ۱۲۹ نفر جمعیت دارد.